# Seimas
O Parlamento da Lituânia (lituano: Lietuvos Respublikos Seimas) é o poder legislativo unicameral da Lituânia.
Os membros são eleitos para mandatos de quatro anos, sendo que cerca da metade dos membros do parlamento são eleitos em círculos eleitorais individuais (71) e a outra metade (70) são eleitos por voto nacional de acordo com a representação proporcional. Um partido deve receber no mínimo 5%, e uma união multi-partidária no mínimo 7%, do voto nacional para ser representado no Seimas.